# Berosso
Berosso o Beroso (in greco antico: Βήρωσσος?, Bérōssos; Babilonia, 350 a.C. circa – 270 a.C. circa) è stato un astronomo, astrologo e storico greco antico babilonese, sacerdote di Bel Marduk, vissuto tra il IV e il III secolo a.C., noto per aver composto in greco una Storia di Babilonia (Βαβυλωνιακά).

## Biografia
Dato che lo stesso Berosso afferma d'essere contemporaneo di Alessandro Magno e la sua opera storica viene dedicata ad Antioco I, è possibile supporre  che la sua vita si sia svolta approssimativamente tra il 350 a.C. e il 270 a.C. La notizia, riportata da Vitruvio, che Berosso avrebbe fondato una scuola di astrologia a Cos è ritenuta poco credibile, come quella riferita da Plinio secondo la quale gli Ateniesi, grati per i suoi insegnamenti astrologici, gli avrebbero eretto nel ginnasio una statua con la lingua d'oro. Il nucleo di verità contenuto in queste informazioni consiste probabilmente nell'importante ruolo da lui rivestito nell'introdurre l'astrologia mesopotamica nel mondo greco.
L'astrologia era per Berosso uno strumento essenziale per la conoscenza dell'uomo, del suo passato e del suo futuro: da calcoli astronomico-astrologici aveva dedotto che la durata massima della vita umana fosse ai suoi tempi di centosedici anni. Aveva anche sostenuto che quando i pianeti sono tutti allineati nel segno del Capricorno il mondo subisce un'inondazione, mentre se l'allineamento è nel segno del Cancro viene incenerito; su questa base aveva usato calcoli astronomici per datare il diluvio universale e per prevedere la fine del mondo. Per quanto riguarda la vera astronomia, anche se Vitruvio gli attribuisce l'invenzione di un particolare tipo di meridiana, non sembra che Berosso fosse in grado di darvi reali contributi. La sua spiegazione delle fasi lunari, basata sull'idea che la Luna avesse un emisfero luminoso e uno oscuro, appare riflettere concezioni astronomiche ben più primitive di quelle elaborate già nella Grecia classica.
È probabile che Berosso - che sosteneva di poter consultare tavolette che riportavano osservazioni astronomiche di cinquecentomila anni addietro - abbia contribuito notevolmente a diffondere nel mondo greco sia la conoscenza della reale antichità dell'astronomia mesopotamica sia il suo inserimento in un contesto mitico.

## Storia di Babilonia

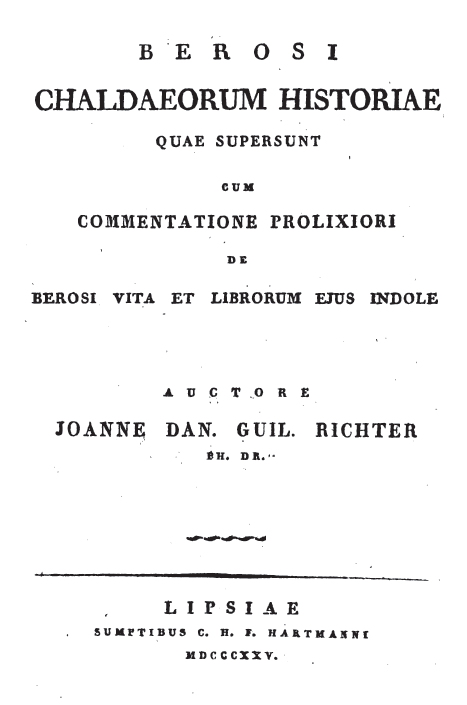
Frontespizio dell'edizione dei frammenti di Berosso di Richter (1825).

L'unico scritto di Berosso di cui abbiamo notizia è la Storia di Babilonia (Βαβυλωνιακὰ), in tre libri; l'opera è perduta, ma ne sono giunti frammenti rilevanti grazie a una complessa trasmissione indiretta (simile a quella del "parallelo" Manetone), che risale soprattutto ad Abideno e Alessandro Poliistore. Vi si raccontava la storia del mondo dalle origini all'epoca dell'autore.
La prima sezione, di argomento cosmologico, include la creazione e la vittoria del dio Marduk su Tiāmat.
Quanto alla storia umana, il diluvio universale rappresenta lo spartiacque tra due epoche ben distinte: i dieci sovrani antidiluviani avevano regnato per tempi lunghissimi, misurati in saroi, ossia in periodi di 3600 anni. Ai loro tempi pesci con testa e piedi umani erano emersi dal mare (il primo era stato Oannes) e avevano assunto il ruolo di Apkallu, cioè consiglieri dei sovrani, insegnando per loro tramite agli uomini tutti gli elementi della civiltà.
Dopo il diluvio le durate dei regni diminuiscono e sono misurate in neroi, ossia in periodi di seicento anni.
Si giunge infine a personaggi storici; in particolare si sono conservati frammenti rilevanti relativi al periodo di Nabucodonosor II e Nabonedo.
Berosso aveva sostenuto di basarsi su documenti ufficiali che coprivano enormi estensioni temporali. Anche se la sua opera non è utile per la ricostruzione della storia mesopotamica: resta però vero che le informazioni fornite da Berosso, quando le si è potute confrontare con fonti cuneiformi, "si sono sempre rivelate accurate", nel XX secolo la decifrazione di testi cuneiformi ha mostrato quanto realmente avesse attinto ad antichi testi: anche la storia di Oannes e degli altri saggi uomini-pesce è stata ritrovata quasi negli stessi termini in antiche tavolette cuneiformi.
Berosso racconta anche di una festa babilonese, la Festa delle Sacee, che durava cinque giorni e durante la quale i rapporti sociali si invertivano: gli schiavi comandavano i padroni (similmente al Carnevale o ai Saturnali romani). Durante questa festa si svolgeva un rito: si liberava un condannato a morte, per cinque giorni egli poteva comportarsi da re (vestirsi regalmente, usare le insegne reali, banchettare con i dignitari, frequentare l'harem del re), ma al termine della festa veniva ucciso. Secondo la religione babilonese, infatti, gli dei donavano privilegi al popolo in cambio della morte di un re: non si poteva però sacrificare il vero re, così si uccideva un criminale.

### Edizioni
- (GRC) Chaldaeorum Historiae quae supersunt, cum commentatione prolixiori de Berosi vita et librorum ejus indole auctore Joanne Daniele Guilielmo Richter, Lipsiae, sumptibus C.H.F. Hartmanni, 1825.
- (EN) The Babyloniaca (PDF), a cura di Stanley Mayer Burstein, Malibu, Undena Publications, 1978, ISBN 0-89003-003-0.
- Storia di Babilonia, seguita dai frammenti de L'Astronomia, introduzione, traduzione dal greco e note a cura di Mirko Rizzotto, saggio introduttivo di Federico Reggio, Padova, Primiceri, 2021, ISBN 978-88-330-0224-8.